# Украина (мини-футбольный клуб)
«Украина»  — украинская мини-футбольная команда из Львова, участник чемпионата Украины по мини-футболу с 1994 по 1999 годы.
Президент клуба — Владимир Креховецкий, директор — Виктор Мельничук, начальник команды — Игорь Породько. Главный тренер — Роман Мелех, известный украинский спортивный деятель, спортивный публицист, соавтор книги «История львовского футбола», вышедшей в 1999 году.
Осенью 1993 года «Украина» стартовала в первой лиге чемпионата Украины и по итогам турнира заняла второе место, получив право участия в высшей лиге.
В высшей лиге чемпионата страны «Украина» выступала с 1994 по 1999 годы. Наилучшим достижением клуба стало седьмое место в сезоне 1995/96. В остальных чемпионатах команда не поднималась выше двенадцатого места. Лучшим бомбардиром команды в сезоне 1996/97 стал Роман Ковальчик, ставший впоследствии известным по тренерской работе со львовским «ТВД» и луганским «ЛТК».
В середине сезона 1998/99 «Украина» снимается с соревнований в высшей лиге, не выходит на матчи второго круга чемпионата и прекращает существование.